# Dactylotrochus
Genre
Dactylotrochus forme un genre de coraux de la famille des Caryophylliidae, selon ITIS (9 août 2015), ou de la famille des Agariciidae, selon World Register of Marine Species (9 août 2015) :

## Liste d'espèces
Selon World Register of Marine Species (9 août 2015) et ITIS (9 août 2015), Coeloseris ne comprend que l'espèce suivante :
- Dactylotrochus cervicornis (Moseley, 1881)